# Un giudice di rispetto
Un giudice di rispetto es una película dramática italiana de 2002 dirigida por Valter Toschi y protagonizada por Tony Sperandeo, Orso Maria Guerrini y Philippe Leroy.

## Reparto
- Tony Sperandeo es Francesco Di Nardo
- Marina Suma es Romina
- Max Parodi es appuntato Piacentini
- Valter Toschi es maresciallo Nisticò
- Giacomo Piperno es procuratore capo Lupi
- Adriana Russo es vedova Calabrò
- Tiberio Murgia es Agenore Trotta
- Ottaviano Dell'Acqua es Tony il Marsigliese
- Marcello Arnone es Rocco Tarallo
- Giovanni Pomarico es avvocato Amoruso
- Francesco De Angelis es Totuccio Cerbone
- Elisabetta Rocchetti es Rosina Ciagulli
- Elide Merigliani es Maria Rosaria Ciagulli
- Orso Maria Guerrini es don Carmine Di Cristina
- Philippe Leroy es ingegner Baldassarre

## Producción
El rodaje tuvo lugar en Oria, Brindisi entre 1999 y el año 2000. El estreno tuvo lugar dos años después. Fue producida por Gianni Paolucci con la colaboración del Departamento de Cultura del Ministerio Italiano de Bienes Culturales
- Datos: Q4003877